# Liang Wenfeng
Liang Wenfeng (梁文锋S, Liáng WénfēngP; 1985) è un imprenditore cinese.
È noto per i suoi contributi significativi nei campi della finanza quantitativa e dell'intelligenza artificiale.

## Biografia
Originario di Zhanjiang, nella provincia del Guangdong, è cresciuto da genitori insegnanti.
Dopo aver ottenuto il miglior punteggio della sua città al gaokao all'età di 17 anni, prosegue gli studi di primo e secondo ciclo presso l'Università dello Zhejiang.
Ha lavorato in diverse banche prima di fondare Jacobi nel 2013, una società di investimento che utilizza algoritmi di IA.
Ha fatto la sua prima apparizione sui media il 20 gennaio 2025 sul giornale ufficiale nazionale. È stato infatti ricevuto dal primo ministro cinese, Li Qiang, con altri esperti.